# Gamalama (quartier)
Pour les articles homonymes, voir Gamalama (homonymie).
Gamalama est un kelurahan (quartier) du kecamatan (district) de Ternate central de la kota de Ternate dans l'île indonésienne du même nom.

## Histoire
Au XVIIe siècle, Gamalama était la capitale du sultanat de Ternate.